# Lewisepeira farri
Lewisepeira farri är en spindelart som först beskrevs av Archer 1958.  Lewisepeira farri ingår i släktet Lewisepeira och familjen hjulspindlar.
Artens utbredningsområde är Jamaica. Inga underarter finns listade i Catalogue of Life.